# Marie Nordberg
Britt Marie Olga Nordberg, född 1 april 1955, död 27 mars 2015 i Karlstad, var en svensk etnolog.
Nordberg bedrev forskning om män och maskulinitet från 1996 och blev filosofie doktor i etnologi 2005 med en avhandling om män i kvinnligt kodade yrken, Jämställdhetens spjutspets? (Arkipelag, 2005). Hon var även docent i genusvetenskap och verksam som forskare vid Centrum för Genusforskning på Karlstads universitet.